# Chapursan
Der Chapursan ist der 70 km lange rechte Quellfluss des Hunza im pakistanischen Sonderterritorium Gilgit-Baltistan.

## Verlauf
Der Chapursan wird vom Koz-Yaz-Gletscher gespeist. Er durchfließt das gleichnamige Flusstal in östlicher Richtung. Der
Yashkuk-Yaz-Gletscher und der Fluss Lupghar Nala münden rechtsseitig in den Chapursan. Der Chapursan trifft schließlich bei Sust auf den Kunjirap, mit dem er sich zum Hunza vereinigt. Der Chapursan entwässert ein etwa 1250 km² großes Gebiet. Das obere Chapursan-Tal bildet die Trennlinie zwischen dem Hindukusch-Gebirge im Norden und dem Karakorum im Süden.